# Gogney
Gogney é uma comuna francesa na região administrativa de Grande Leste, no departamento de Meurthe-et-Moselle. Estende-se por uma área de 8,8 km². Em 2010 a comuna tinha 48 habitantes (densidade: 5,5 hab./km²).